# Dorian Godon
Dorian Godon (Paris, 25 de maio de 1996) é um ciclista francês, membro da equipa AG2R La Mondiale.

## Palmarés
2018
- 1 etapa da Boucles da Mayenne

2019
- 1 etapa da Boucles da Mayenne

## Resultados nas Grandes Voltas
| Carreira        | 2017 | 2018 | 2019 |
| --------------- | ---- | ---- | ---- |
| Giro d'Italia   | -    | -    | -    |
| Tour de France  | -    | -    | -    |
| Volta a Espanha | -    | -    |      |

-: não participa 

Ab.: abandono 

## Equipas
- Cofidis, Solutions Crédits[2]  (08.2016[3]-2018)
- AG2R La Mondiale (2019-)